# Nadia Dermul
Nadia Dermul est une joueuse de football belge née le 15 février 1972 en (Belgique). 

## Biographie
L'essentiel de sa carrière s'est déroulée au RSC Anderlecht (15 saisons) avec une incursion d'une saison en Allemagne, au  FCR 01 Duisbourg.
Elle a aussi été internationale belge, sa première sélection date du 17 mars 1990 contre l'Angleterre.

## Palmarès
- Championne de Belgique (5) : 1987 - 1999 - 2000 - 2001- 2002
- Championne de Belgique D2 (1): 1992
- Vainqueur de la Coupe de Belgique (5): 1987 - 1997 - 2000 - 2002 - 2005
- Finaliste de la Coupe de Belgique: 1989 - 1990 - 1998
- Vainqueur de la Super Coupe de Belgique (2): 1998 - 2002
- Doublé Championnat-Coupe (1): 2000
- Triplé Championnat-Coupe- Super Coupe (1): 2002

### Bilan
- 13 titres

## Récompense individuelle
- Étoile du football : 2006

## Statistiques

### Coupe UEFA
- 3 matchs